# 1923年逝世人物列表
1923年逝世人物列表：1月 - 2月 - 3月 - 4月 - 5月 - 6月 - 7月 - 8月 - 9月 - 10月 - 11月 - 12月
下面是1923年逝世的知名人士列表。

## 1月

### 1日
- 威利·基勒，美國棒球大聯盟名人堂成員

### 2日
- 湯瑪斯·巴維斯特，出生於英國的澳大利亞政治家
- 吉羅拉莫·卡盧梭，義大利農學家、教師

### 3日
- 雅罗斯拉夫·哈谢克，捷克作家

### 8日
- 島村速雄，日本海軍上將

### 9日
- 凱瑟琳·曼斯菲爾德，紐西蘭出生的英國小說家，卒於法國[1]
- 伊迪絲·湯普森和弗雷德里克·拜沃特斯，英國夫婦因謀殺被絞死

### 11日
- 君士坦丁一世，退位的希臘國王
- 迈克尔·格利森，美國男子賽艇運動員。

### 12日
- 赫伯特·西爾伯勒，奧地利精神分析學家

### 13日
- 亚历山大·里博，法國政治家，第46任法國總理

### 16日
- 阿卜杜勒·克里姆·帕夏，奧斯曼帝國將軍

### 18日
- 華萊士·裡德，美國演員

### 19日
- 阿瑪利亞·埃裡克森，瑞典女商人

### 23日
- 马克斯·诺道，匈牙利作家、哲學家和猶太復國主義領袖

### 27日
- 卡羅來納·桑托卡納爾，義大利羅馬天主教修女和祝福

### 30日
- 哥倫巴·瑪律米翁，愛爾蘭本篤會和羅馬天主教僧侶和祝福

### 31日
- 埃利吉烏什·涅維亞多姆斯基，波蘭藝術家、政治活動家和刺客（被處決）

## 2月

### 1日
- 恩斯特·特勒爾奇，德國神學家
- 路易吉·瓦里亞拉，義大利羅馬天主教神父和祝福者

### 3日
- 黑木為楨，日本將軍

### 4日
- 朱塞佩·安東尼奧·埃爾梅內吉爾多·普里斯科，義大利羅馬天主教紅衣主教
- 伏見宮貞愛親王，日本皇族與陸軍軍人。

### 5日
- 埃裡希·基爾曼塞格，奧地利前總理

### 6日
- 愛德華·愛默生·巴納德，美國天文學家
- 格特·馮·巴塞維茨，普魯士將軍、劇作家和演員

### 8日
- 伯納德·鮑桑葵，英國哲學家和政治理論家

### 10日
- 威廉·伦琴，德国物理学家

### 11日
- 威廉·基灵，德國數學家，在李代數、李群與非歐幾里得幾何等理論作出了重要貢獻。

### 14日
- 巴爾托洛梅奧·巴西列里，義大利羅馬天主教紅衣主教

### 19日
- 赫羅尼莫·希門尼斯，西班牙指揮家、作曲家

### 21日
- 米格爾親王，維塞烏公爵

### 22日
- 簡阿牛
- 泰奧菲勒·德爾卡塞，法國政治家
- 瑪麗亞·伊莉莎白，薩克森-邁寧根公爵格奧爾格二世的女兒

### 24日
- 愛德華·莫利，美國物理學家、化學家

### 26日
- 沃爾特·B·巴羅斯，美國博物學家

## 3月

### 1日
- 魯伊·巴爾博薩，巴西博學者、外交家、作家、法學家和政治家
- 威廉·伯克·科克蘭，愛爾蘭裔美國國會議員和政治家

### 3日
- 梅蘭克頓·布裡格斯，美國律師、政治家

### 6日
- 約瑟夫·麥克德莫特，美國演員

### 8日
- 帕斯誇爾·阿爾瓦雷斯，菲律賓將軍
- 约翰内斯·范德瓦耳斯，荷蘭物理學家，諾貝爾獎獲得者

### 11日
- 茱莉亚·达·席尔瓦-布鲁恩斯，巴西商人

### 15日
- 山羊·安德森，美國棒球運動員

### 16日
- 喬治·比恩，英國板球運動員

### 25日
- 井口在屋，日本技術專家，教授

### 26日
- 莎拉·伯恩哈特，法國女演員

### 27日
- 詹姆斯·杜瓦，英國化學家

### 28日
- 米歇尔·约瑟夫·莫努里，法國將軍

### 31日
- 康斯坦丁·布克維奇，蘇聯羅馬天主教神父和上帝的僕人（被處決）

## 4月

### 1日
- 北白川宮成久王，日本皇族，軍銜為陸軍大佐。

### 2日
- 米歇尔·泰阿托，盧森堡運動員[2]

### 4日
- 杜秉寅
- 尤利烏斯·瑪律托夫，俄國孟什維克領袖
- 約翰·威恩，英國數學家

### 5日
- 第五代卡那封伯爵乔治·赫伯特，英國埃及發掘金融家

### 6日
- 愛麗絲·坎寧安·弗萊徹，美國民族學家和人類學家

### 15日
- 阿森西翁·埃斯基維爾·伊瓦拉，哥斯大黎加第17任總統

### 16日
- 伊西多爾·雅克·埃格蒙特，比利時外交官

### 17日
- 馬德雷·特蕾莎·努佐，馬爾他羅馬天主教修女和祝福

### 18日
- 薩維娜·佩特裡利，義大利羅馬天主教徒，自稱並受祝福

### 22日
- 弗蘭克·鮑德溫，美國將軍

### 23日
- 瑪麗·辛西婭·迪克森，美國爬蟲學家
- 普魯士的路易絲，巴登大公國大公夫人和普魯士王國公主

### 24日
- 威廉·恩斯特，薩克森-魏瑪-艾森納赫大公

## 5月

### 2日
- 阿爾弗雷德·哈丁，美國聖公會主教

### 5日
- 羅薩里奧·德·阿庫尼亞，西班牙作家

### 9日
- 康斯坦丁·克裡斯特斯庫，羅馬尼亞將軍

### 10日
- 夏尔·德·弗雷西内，法國政治家，法國總理

### 17日
- 曼努埃尔·阿连德萨拉查-穆尼奥斯·德-萨拉查，西班牙貴族、政治家和西班牙首相
- 湯瑪斯·斯科特·鮑德溫，美國熱氣球運動員，將軍
- 梅克倫堡公爵保羅·弗雷德里克

### 21日
- 郭希仁
- 漢斯·戈德施密特，德國化學家
- 查理斯·肯特，英國演員

### 23日
- 亨利·布拉德利，英国哲学家和辞书学家
- 大卫·希尔豪斯·比尔，第34任乔治城大学校长
- 尼古拉·巴爾巴托，義大利醫生、社會主義者和政治家

### 29日
- 阿爾伯特·德尤林，第一次世界大戰法國飛行王牌

## 6月

### 1日
- 约翰·海因里希·路易斯·克吕格

### 4日
- 亞歷山大·米爾恩·考爾德，蘇格蘭出生的美國雕塑家
- 菲利波·斯瑪律多內，義大利羅馬天主教神父，聖人

### 5日
- 卡爾·馮·霍恩，德國將軍

### 9日
- 有島武郎，日本小說家、作家和散文家
- 海伦娜公主，維多利亞女王的第三個女兒

### 10日
- 皮埃爾·洛蒂，法國作家、海軍軍官

### 12日
- 凱特·畢曉普，英國女演員

### 23日
- 爱知敬一，日本物理學家
- 索德诺木·达木丁巴扎尔

### 24日
- 伊迪絲·索德格蘭，芬蘭作家

## 7月

### 9日
- 威廉·R·戴，美國律師和外交官，美國最高法院大法官

### 10日
- 阿爾伯特·謝瓦利埃，英國音樂廳喜劇演員

### 12日
- 恩斯特·奥托·贝克曼，德國藥劑師、化學家

### 13日
- 阿斯格尔·哈梅里克

### 15日
- 珍妮·塞維利亞·卡蘭德，英國製片人

### 17日
- 西奧多·羅塞蒂，羅馬尼亞第16任總理

### 19日
- 奧古斯特·布歇-勒克雷爾，法國歷史學家

### 20日
- 潘喬·維拉，墨西哥革命者（遇刺）

### 23日
- 夏爾·迪皮伊，法國政治家，法國總理

### 30日
- 查理斯·霍特雷，英國演員

## 8月

### 2日
- 沃伦·G·哈定，美国总统

### 5日
- 瓦特羅斯拉夫·雅吉奇，克羅埃西亞學者

### 9日
- 維克多二世，維克多一世之子，拉蒂博爾公爵

### 10日
- 华金·索罗拉，西班牙畫家

### 13日
- 贝尔纳·格拉维耶
- 15日
- 著名掌故小说家许指严

### 19日
- 维尔弗雷多·帕累托，義大利經濟學家

### 21日
- 威廉·M·梅雷迪思，加拿大政治家和法官

### 23日
- 赫莎·艾尔顿
- 歐內斯特·弗朗西斯·巴什福德，英國腫瘤學家
- 亨利·穆斯汀，美國海軍航空先驅

### 24日
- 加藤友三郎，日本帝國海軍軍官，日本第12任首相
- 凱特·道格拉斯·威金，美國作家

### 26日
- 赫塔·愛爾頓，英國工程師、數學家和發明家

### 27日
- 愛德華·希爾，美國畫家

### 29日
- 希臘和丹麥公主阿納斯塔西婭

### 31日
- 長福

## 9月

### 2日
- 廚川白村

### 6日
- 伊藤野枝
- 佩德羅·何塞·埃斯卡隆，薩爾瓦多軍官，薩爾瓦多第21任總統

### 8日
- 埃梅斯·達·豐塞卡，巴西軍人和政治家，巴西第8任總統

### 13日
- 格奥尔格·亥姆

### 14日
- 內梅西奧·卡納萊斯，波多黎各散文家、小說家、劇作家、記者、活動家和政治家

### 17日
- 陈师曾
- 斯特凡諾斯·德拉古米斯，希臘總理

### 19日
- 索菲斯·安徒生，丹麥作曲家

### 23日
- 安東尼奧·法蘭西斯科·澤維爾·阿爾瓦雷斯，印度東正教牧師和聖人
- 卡爾·博克曼，挪威出生的美國藝術家
- 第一代布萊克本的莫萊子爵約翰·莫萊，英國政治家，編輯

### 25日
- 埃爾巴茲杜科·布里塔耶夫，俄羅斯劇作家、作家

### 26日
- 路易吉·特扎，義大利羅馬天主教神父和祝福者

## 10月

### 3日
- 卡丹比尼·甘古利，醫生[3]

### 6日
- 达马特·法里德帕夏，奧斯曼帝國大維齊爾

### 10日
- 赫爾曼·戈特弗里德·佈雷耶，出生於荷蘭的南非博物學家和博物館學家
- 安德烈斯·阿韦利诺·卡塞雷斯，秘魯將軍，兩任秘魯總統

### 12日
- 迭戈·曼努埃尔·查莫罗，尼加拉瓜第14任總統

### 15日
- 托马斯·弗雷德里克·奇斯曼

### 23日
- 漢娜·約翰斯頓·貝利，美國禁酒宣導者，婦女參政論者
- 費利克斯·福爾德雷克，法國管風琴家、作曲家

### 26日
- 查爾斯·普羅透斯·斯泰因梅茨，德裔美國工程師和電工[4]

### 28日
- 斯托揚·普羅蒂奇，南斯拉夫政治家和作家，南斯拉夫第一任總理
- 西奧多·羅伊斯，德國神秘學家

### 30日
- 博納·勞，英國政治家，英國第39任首相

## 11月

### 9日
- 在慕尼黑啤酒館政變中遇難者：
  - 奧斯卡·科爾納，德國商人
  - 卡爾·拉福斯，德國學生
  - 路德維希·馬克西米利安·歐文·馮·舍布納-里希特，德國外交官，革命家

### 10日
- 里喬托·卡努多，義大利理論家

### 14日
- 恩斯特·奧古斯特，漢諾威王儲

### 15日
- 穆罕默德·雅古布·汗，阿富汗埃米爾

### 21日
- 拉爾斯·埃米爾·布魯恩，丹麥雜貨商、錢幣學家

### 25日
- 恩斯特·德贝斯

### 30日
- 玛莎·曼斯菲尔德，美國女演員

## 12月

### 2日
- 湯瑪斯·布雷頓，西班牙作曲家

### 4日
- 莫里斯·巴雷斯，法國小說家、記者和政治家

### 9日
- 梅吉·阿爾巴內西，英國女演員

### 10日
- 湯瑪斯·喬治·邦尼，英國地質學家

### 11日
- 卡塔·達爾斯特倫，瑞典政治家

### 13日
- 泰奧菲爾·斯坦倫，瑞士畫家

### 14日
- 朱塞佩·加利尼亞尼，義大利作曲家、指揮家和教師

### 22日
- 格奧爾格·盧格，德國槍械設計師

### 24日
- 黃樹棠 (光緒進士)

### 27日
- 古斯塔夫·埃菲尔，法國工程師，建築師（埃菲爾鐵塔）
- 路易士·多梅內赫·蒙塔納，西班牙建築師

### 28日
- 弗蘭克·海耶斯，美國演員

## 日期不詳
- 高春育
- 曹元忠 (資政院)
- 陈撷芬
- 陳國華 (光緒甲辰進士)
- 陳樹屏
- 方君瑛
- 范金镛
- 郭策勳
- 郝恩光
- 何锋钰
- 黄凤祥
- 黃彥鴻